# 布拉馬·N·辛格
布拉馬·N·辛格（1938年3月3日—2014年9月20日），斐濟裔心臟學家。

## 生平
辛格出生於斐濟。1963年自紐西蘭奥塔哥大学畢業，並於奧克蘭醫院完成住院醫師訓練，之後於格林巷醫院完成心臟內科研究醫師訓練，之後前往英國牛津大學攻讀博士學位，師從邁爾斯·沃恩·威廉士研究心律不整藥物，並在博士班期間提出了著名的辛格-威廉士分類法
。